# Bergshamra (Solna)
Bergshamra è un sobborgo di circa 7 300 abitanti situato nella municipalità di Solna, localizzata a nord di Stoccolma ma poco distante dalla capitale.
È qui presente anche una stazione della metropolitana, chiamata appunto Bergshamra.